# پالونیای شهبانو
پالونیای شهبانو یا درخت شاهزاده خانم (نام علمی: Paulownia tomentosa) نام یک گونه از تیره پالونیاییان از راسته نعناسانان است. این درخت برگریز، بومی مرکز و غرب چین است ولی در آمریکا نیز کشت می‌شود.
پالونیای شهبانو چندین سال پیش به ایران وارد شده و به دلیل گلهای خوشه مانندش به عنوان درخت زینتی در استان گلستان و استان البرز کاشته می‌شود.

## نگارخانه

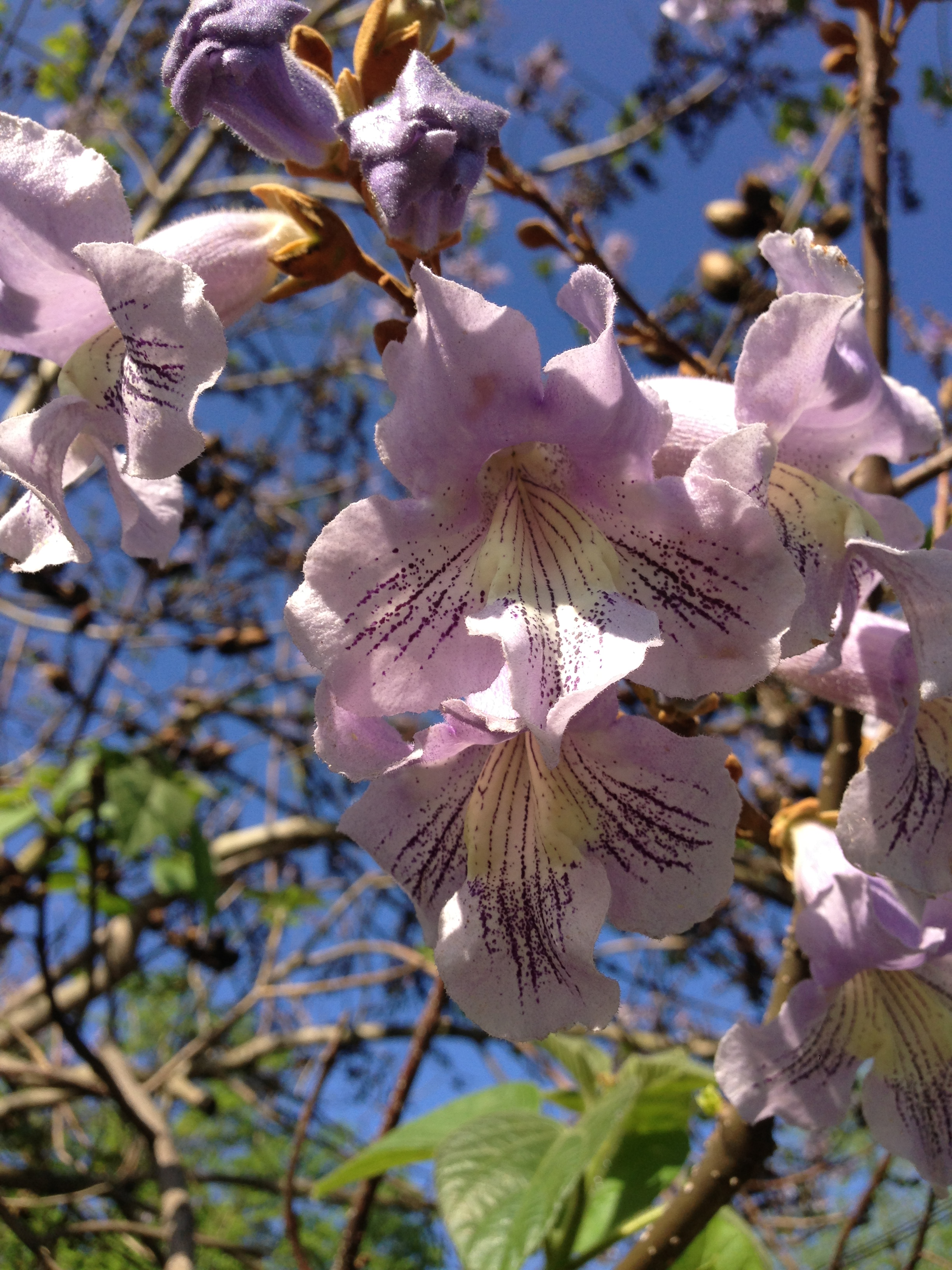
گل‌ها
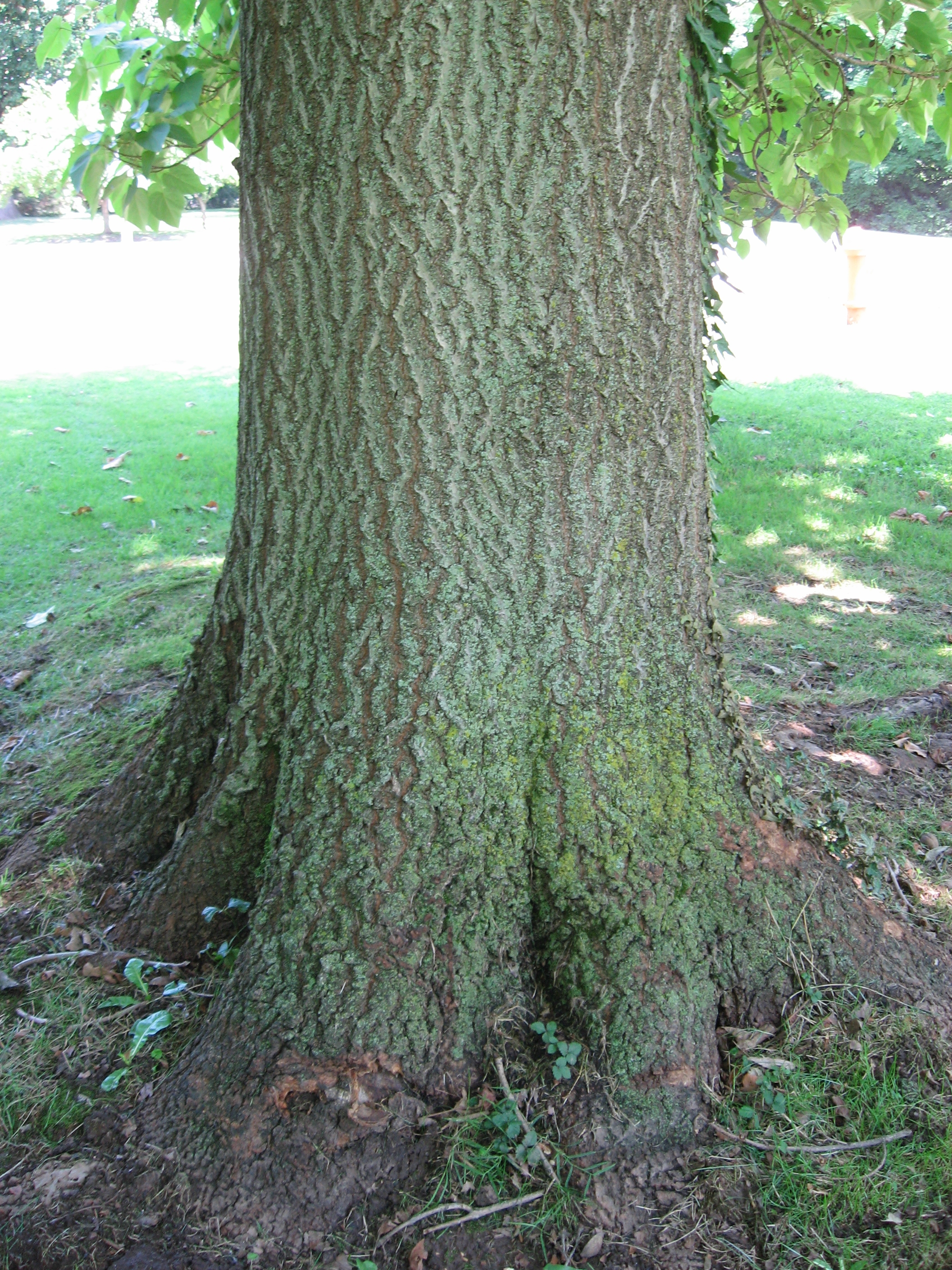
تنه
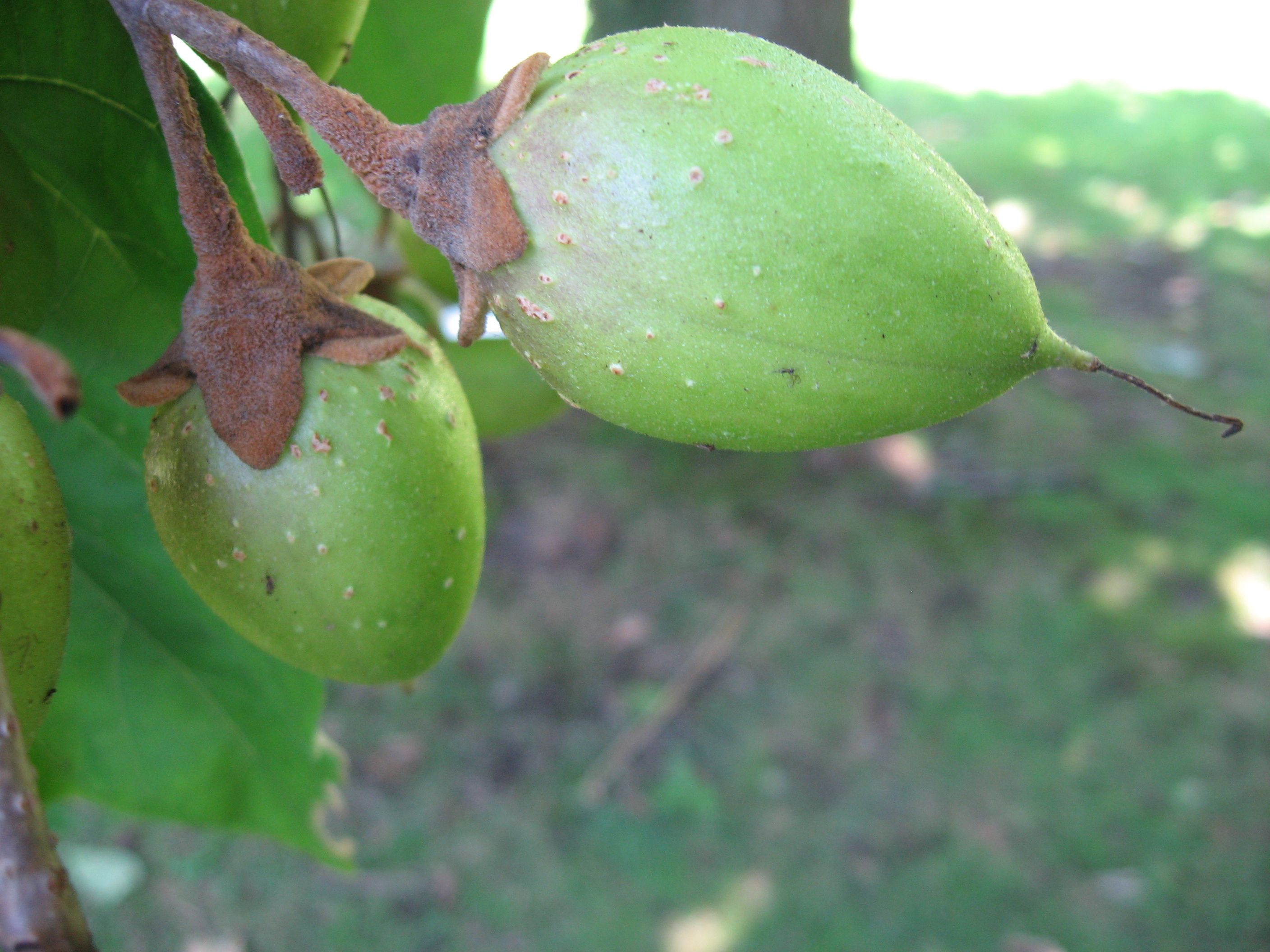
میوه
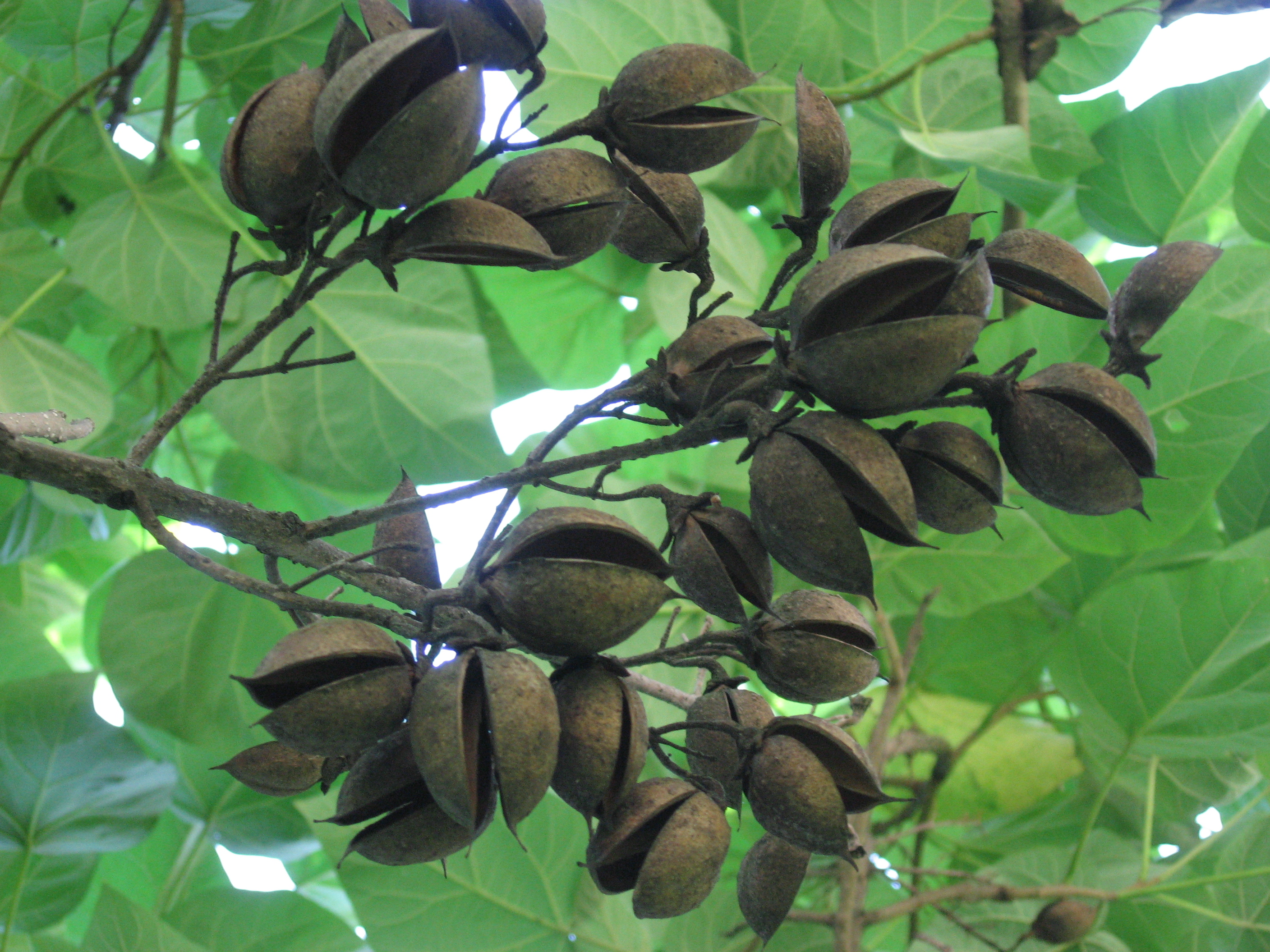
میوهٔ رسیده